# Ябланица (община Призрен)
Вижте пояснителната страница за други значения на Ябланица.
Ябланица е село в община Призрен, Призренски окръг, Косово. Селото е с надморска височина между 920 и 1000 метра. Населението му е 800 души, 100% жупци (помаци).